# Заболотье (Сарненский район)
Заболотье (укр. Заболоття) — село в Берёзовской сельской общине Сарненского района Ровненской области Украины.
До 2020 года входило в Рокитновский район.
Близ села проходит белорусско-украинская граница.
Население по переписи 2001 года составляло 422 человека. Почтовый индекс — 34212. Телефонный код — 8-03635. Код КОАТУУ — 5625080803.